# 高家歳駅
高家歳駅（こうかせいえき）は中華人民共和国遼寧省本渓市渓湖区にある、中国鉄路総公司（CR）瀋丹線の駅。瀋陽駅から66km、丹東駅から204kmの位置にある。瀋陽鉄道局所属の四等駅に設定されている。

## 駅周辺
- G304国道
- 北沙河
- 瀋丹高速道路 高家歳インターチェンジ

## 隣の駅
中国国鉄
瀋丹線
石橋子駅 - 高家歳駅 - 火連寨駅